# Almensberg
Almensberg ist ein ehemaliges Niedergericht und ein Weiler in der Gemeinde Amriswil im Bezirk Arbon des Kantons Thurgau in der Schweiz.

## Geschichte

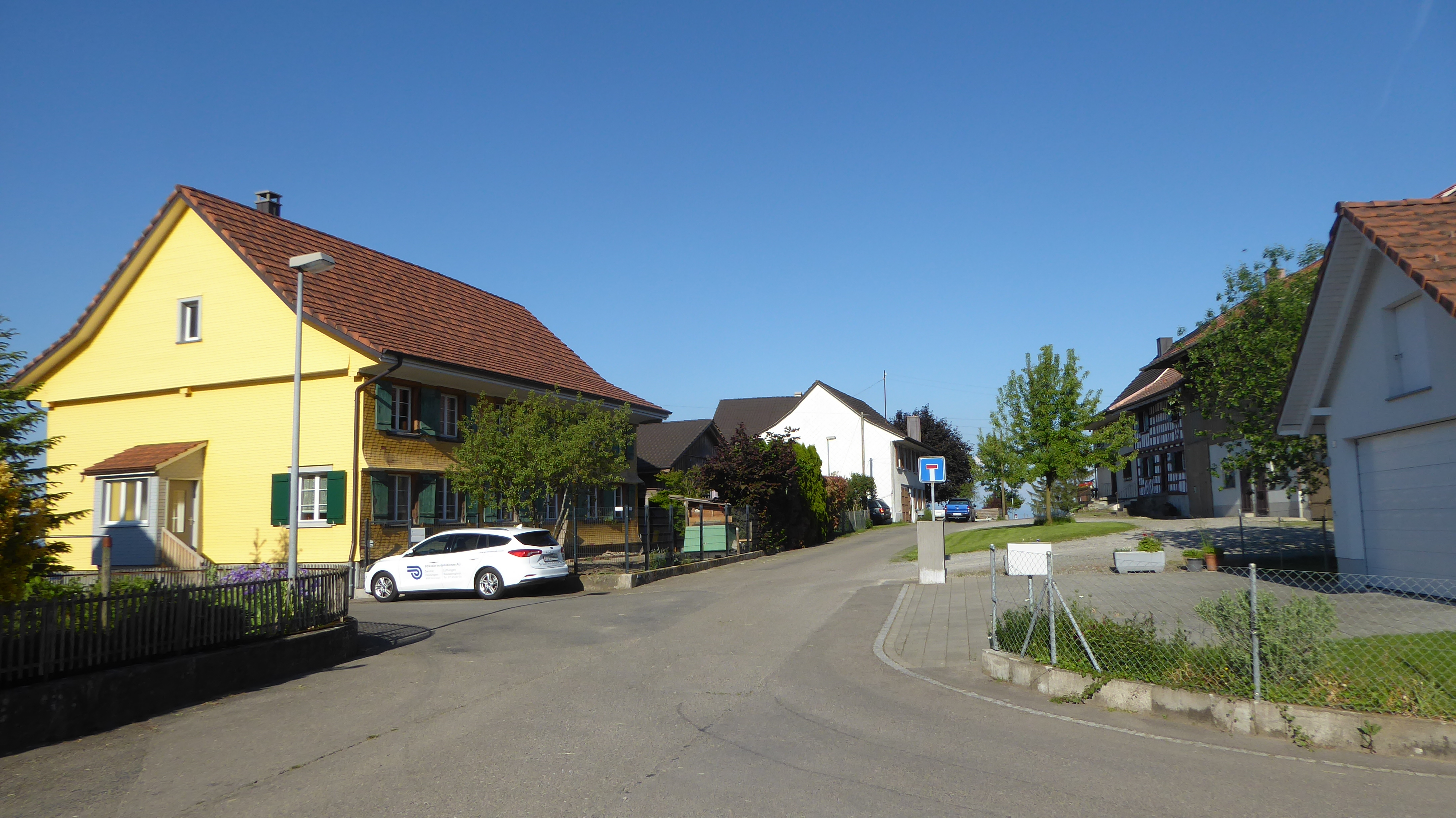
Almensberg

Almensberg wurde 1296 als Uolbrohsberg, 1355 als Albisperg und um 1830 als Ammersberg erwähnt. Grundherr war im Mittelalter das Kloster St. Gallen, das um 1300 dem Heiliggeistspital St. Gallen Güter in Almensberg und Umgebung verlieh. Um 1460 erwarb das Heiliggeistspital die Gerichtsherrschaft in Almensberg, das vorher zur Herrschaft Hagenwil gehört hatte. Die Verselbständigung zum sogenannten Spitalgericht, bestehend aus Almensberg, Rüti und Niederaach, wurde 1525 von den zehn eidgenössischen Orten bestätigt.
Weil die Einwohner nach der Reformation beim neuen Glauben blieben, Almensberg aber zur katholischen Pfarrei Hagenwil gehörte, kam es bis zum Anschluss an die reformierte Kirchgemeinde Sommeri-Amriswil 1689 zu zahlreichen Anständen. 1812 wurde Almensberg der Ortsgemeinde Hemmerswil zugeteilt, welche 1925 mit Amriswil vereinigt wurde.